# Academia de Futebol Pérolas Negras
Academia Pérolas Negras, ou simplesmente Pérolas Negras, é uma equipe de futebol com sede em Resende atualmente.
A equipe foi criada no Haiti pela OS Viva Rio como um projeto social que alia futebol e educação. Chegou ao Rio de Janeiro em 2016 e ingressou na Federação de Futebol do Rio de Janeiro (Ferj) em 2017. De lá para cá, já chegou a 13 finais de campeonatos em diferentes categorias de base e no profissional. O time do Pérolas Negras conta entre seus atletas com jogadores haitianos e refugiados da Síria, além de adolescentes de comunidades de baixa renda do Rio de Janeiro. Em 2025, o time profissional do Pérolas Negras disputa a série A2 (segunda divisão) do Campeonato Carioca.

## História
O Viva Rio foi fundado em 1994 e chegou ao Haiti em 2004, convidado a aproximar o esporte e a cidadania na sociedade haitiana. Em 2009, deu inicio às obras para a construção de um centro de treinamento esportivo, mas a obra acabou ficando pronta apenas em 2011, devido ao Terremoto do Haiti de 2010.
Em 2013, o Pérolas Negras foi até a Europa, onde conquistou o vice-campeonato mundial em um torneio de verão, na categoria sub-16. O maior mérito do clube, no entanto, foi ter eliminado o América do México nas semifinais.
Nos anos de 2014 e 2015 a equipe disputou duas competições amadoras no Brasil, entre elas a Copa da Amizade Brasil-Japão de Futebol Infantil, no ano de 2015. Em 2016, o time foi convidado a jogar a Copa São Paulo de Futebol Júnior.
Em 2017, a equipe disputou pela primeira vez um campeonato estadual, competindo no Campeonato Carioca de Futebol de 2017 - Série C. Após terminar a fase principal com o 1º lugar no seu grupo, o Pérolas Negras avançou para a final do torneio, onde venceu o Campos por 3x0 no placar agregado e foi campeão da 4ª divisão do Rio de Janeiro. Esse foi o primeiro título da história da equipe e garantiu a ela o acesso para o Campeonato Carioca de Futebol de 2018 - Série B2.
Em 2021, o clube conquistou o título da Copa Rio, vencendo o Maricá na final nos pênaltis pelo placar de 7x6, após um empate de 2x2 no agregado. Com isso, a equipe obteve o direito de disputar a Série D de 2022.
Em 2024, o clube foi vice campeão do Campeonato Carioca Série B1, ao perder a final para o São Gonçalo EC. Com o vice campeonato, o clube foi promovido para o Campeonato Carioca Série A2 de 2025.

### Copa São Paulo de Futebol Júnior de 2016
O time foi convidado para disputar a Copa São Paulo de Futebol Junior 2016 com ajuda da ONG Viva Rio. O objetivo dos atletas é, através do futebol, conseguir morar e trabalhar no Brasil, para enviar ajuda às famílias que permaneceram no Haiti.
O time ficou no Grupo 28 do torneio, com sede na Zona Leste da capital paulista, no Estádio Conde Rodolfo Crespi, no bairro da Mooca. O Pérolas Negras estreou na competição diante do Juventus, no dia 3 de janeiro de 2016, quando perdeu por 2x1.
| Data       | Time 1         | T1 | X | T2 | Time 2          |
| ---------- | -------------- | -- | - | -- | --------------- |
| 03/01/2016 | Juventus       | 2  | X | 1  | Pérolas Negras  |
| 05/01/2016 | Pérolas Negras | 1  | X | 2  | América Mineiro |
| 07/01/2016 | São Caetano    | 2  | X | 0  | Pérolas Negras  |

### Copa São Paulo de Futebol Júnior de 2017
O time foi novamente convidado para disputar a Copa São Paulo de Futebol Júnior de 2017 com ajuda da ONG Viva Rio.
O time ficou no Grupo 28 do torneio, com sede na Zona Oeste da capital paulista, no Estádio Nicolau Alayon, no distrito da Barra Funda. O Pérolas Negras conquistou a primeira vitória na competição diante do Nacional-SP, no dia 8 de janeiro de 2017, quando venceu o time da casa por 2x0.
| Data       | Time 1         | T1 | X | T2 | Time 2         |
| ---------- | -------------- | -- | - | -- | -------------- |
| 04/01/2017 | Pérolas Negras | 0  | X | 4  | Goiás          |
| 06/01/2017 | Cori-Sabbá     | 1  | X | 0  | Pérolas Negras |
| 08/01/2017 | Nacional-SP    | 0  | X | 2  | Pérolas Negras |

## Futebol Masculino

### Títulos
| Estaduais                                | Estaduais                        | Estaduais | Estaduais   |
|                                          | Competição                       | Títulos   | Temporadas  |
| ---------------------------------------- | -------------------------------- | --------- | ----------- |
|                                          | Copa Rio                         | 1         | 2021        |
|                                          | Campeonato Carioca - 3.ª divisão | 1         | 2020        |
|                                          | Campeonato Carioca - 4.ª divisão | 1         | 2017        |
| Torneios em Anexo ao Campeonato Estadual |                                  |           |             |
|                                          | Competição                       | Títulos   | Temporadas  |
| Rio de Janeiro                           | Taça Waldir Amaral               | 2         | 2020 e 2021 |
| Rio de Janeiro                           | Taça Maracanã                    | 1         | 2021        |

### Categorias de base
Sub 20
- Campeonato Carioca - Série B1: 2021[5], 2024[6]
- Campeonato Carioca - Série B2: 2018
- Campeonato Carioca - Série C: 2017

Sub 17
- Copa Zico: 2020[7]

### Participações
|  | Participações em 2025 |

| Competição     | Competição | Temporadas | Melhor campanha     | Estreia | Última | P | R |
| Rio de Janeiro | Série A2   | 1          | 9º colocado (2025)  | 2025    | 2025   | – | – |
| Rio de Janeiro | Série B1   | 7          | Campeão (2020)      | 2018    | 2024   | 1 | – |
| Rio de Janeiro | Série B2   | 1          | Campeão (2017)      | 2017    | 2017   | 1 |   |
| Rio de Janeiro | Copa Rio   | 7          | Campeão (2021)      | 2018    | 2025   |   |   |
| Brasil         | Série D    | 1          | 58º colocado (2022) | 2022    | 2022   | – |   |

### Desempenho em competições

#### Copa São Paulo de Futebol Júnior
Em 2021, o Pérolas Negras montou uma rede de parcerias com times de favelas do Rio de Janeiro, com polos em Vila Aliança (Bangu), Cidade de Deus e Cantagalo (Ipanema), na capital; no Parque Ipanema, em Queimados, na Baixada Fluminense; e em Vila Ipiranga, Cantagalo, Caramujo, Praias de Icaraí e Jurujuba, em Niterói. O Pérolas Negras assinou contratos com clubes de futebol de favelas, reconhecendo eles como clubes formadores de atletas e garantindo a eles a participação em qualquer valor econômico que o Pérolas venha a auferir pelos jogadores formados nas favelas. Essa é uma das missões do Pérolas Negras: fazer a ponte entre o futebol de favela e o futebol profissional.
A Academia Pérolas Negras é a única instituição das Américas que abriga refugiados em seu time, integrado por haitianos e sírios, além de brasileiros em situação de vulnerabilidade. Já passaram por suas atividades mais de 1,4 mil alunos, dos quais saíram 250 atletas de alto rendimento para o futebol.

## Futebol Feminino
O Pérolas Negras conta ainda com um time feminino profissional, que disputa também o Campeonato Carioca.
Em 2020 o Clube Conquistou a Taça Unifoot Diamante Pró, torneio independente organizado pela União de Clubes de Futebol Feminino do Rio de Janeiro.
Títulos
- Taça Diamante Pró: 2020[11]